# Esquadrão Aeronaval 827

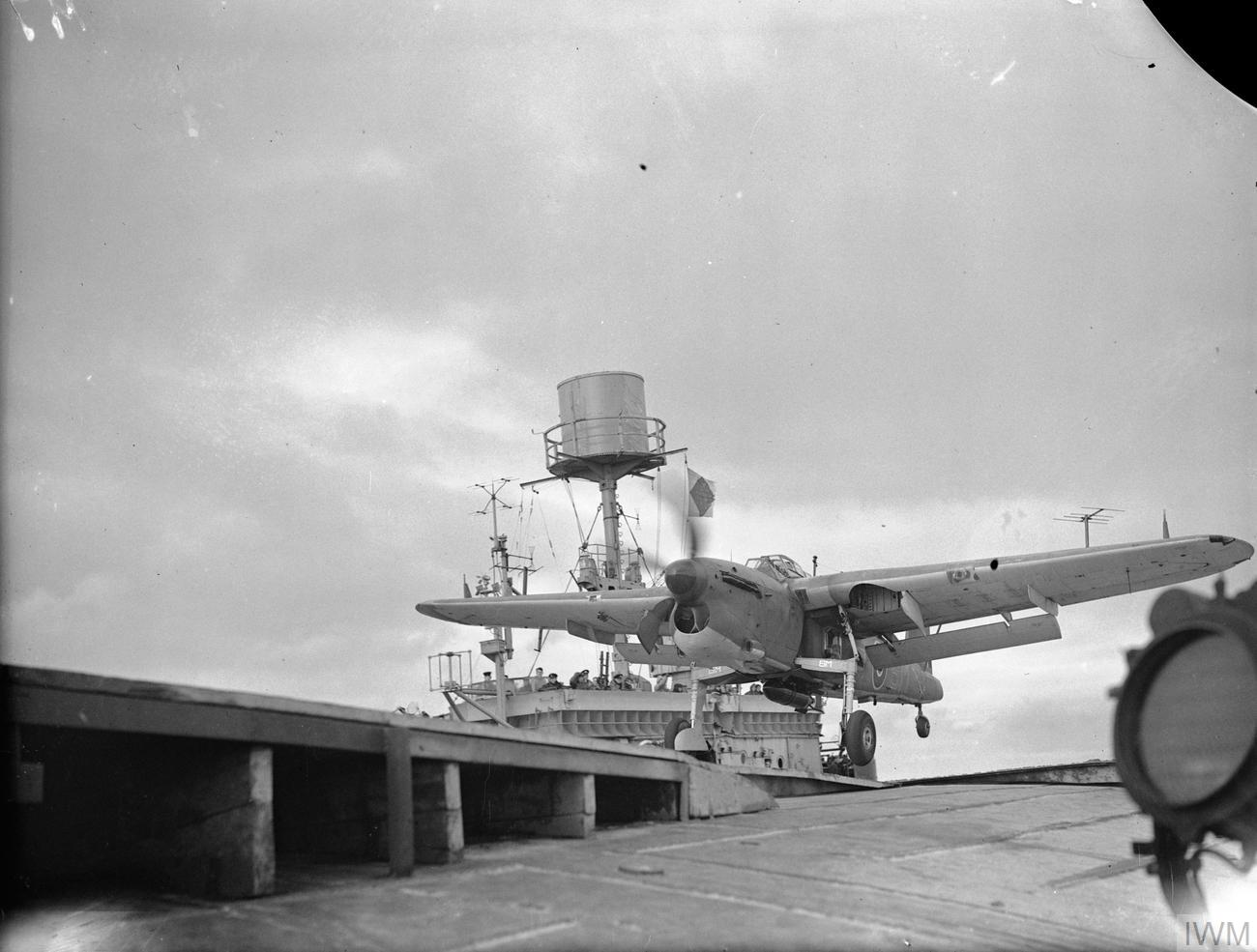
Um Fairey Barracuda a descolar do porta-aviões durante a Operação Mascot

O Esquadrão Aeronaval 827 foi um esquadrão da Fleet Air Arm da Marinha Real Britânica. Tornou-se famoso por ser o primeiro esquadrão a operar um número considerável de aeronaves Fairey Barracuda em Maio de 1943, que foram usados na Operação Mascote onde o couraçado Tirpitz foi atacado, porém, sem o conseguirem afundar.